# Вівсюг звичайний
Вівсюг, вівсю́г звича́йний (Avena fatua) — однорічна рослина родини тонконогових. Злісний бур'ян, що може мати обмежене кормове значення.

## Опис
Злак заввишки 30–120 (рідко — до 150) см, що утворює нещільні дернини. Коріння завдовжки до 1 м. Стебла — прямостоячі, голі, зелені, порожнисті соломини, що налічують від 3 до 5 вузлів. Листки завдовжки 10–50 см, завширшки 3–15 мм, темно-зелені, молоді — скручені, зі слабо запушеними піхвами, старі — шорсткі від коротких негустих волосків, як правило, з голими піхвами. Язичок нерівномірно зубчастий, завдовжки 3–6 мм.
Суцвіття — розлога волоть завдовжки 10–40 см, завширшки до 20 см, яка складається з 2–3-квіткових колосків. Квітки завдовжки 16–30 мм з'єднані з віссю колоска зчленуванням, завдяки чому плоди після достигання легко випадають. Пиляки завдовжки до 3 мм. Плід — густо запушена зернівка завдовжки 7–8 мм.
Число хромосом 2n = 42.

## Екологія та поширення
Розмножується насінням. Квітне у червні-серпні, запилюється вітром. До ґрунтів невибагливий, а завдяки довгому корінню здатен всмоктувати воду зі значної глибини, тому вважається посухостійким. У посівах культурних рослин успішно конкурує за воду і пригнічує паростки інших трав. Може давати гібриди з овсом посівним, тому значно погіршує селекційну продуктивність останнього.
Поширений в Європі, Азії, Північній Африці, як занесена рослина — в Америці та Південній півкулі, ростуть у степах.

## Значення
Молода зелень вівсюга звичайного може слугувати кормом худобі, втім, як кормову культуру цей вид не вирощують. Навпаки, у сільському господарстві ця рослина вважається злісним бур'яном, що засмічує посіви зернових, особливо пшениці та вівса. Завдяки своїй невибагливості вид легко адаптується до нових умов, тому швидко натуралізується у регіонах поза межами основного ареалу. В таких місцевостях як інвазивний вид вівсюг звичайний підлягає винищенню.

## Синоніми
| - Anelytrum avenaceum Hack. - Avena ambigua Schoenb. - Avena cultiformis (Malzev) Malzev - Avena fatua var. acidophila Kiec - Avena fatua var. alcaliphila Kiec - Avena fatua var. alta Kiec - Avena fatua var. altissima Kiec - Avena fatua subsp. brevipilosa Kiec - Avena fatua subsp. cultiformis Malzev - Avena fatua f. deserticola Hausskn. - Avena fatua var. elongata Malzev - Avena fatua var. fatua - Avena fatua subsp. fatua - Avena fatua subsp. glabrata (Peterm.) Piper & Beattie - Avena fatua var. glabrata Peterm. - Avena fatua var. glabrata (Peterm.) Malzev - Avena fatua var. glabrata Stapf - Avena fatua var. glabrescens Coss. & Durieu - Avena fatua var. gravis Kiec | - Avena fatua var. hubrida (Peterm.) Asch. - Avena fatua var. hyugaensis Yamag. - Avena fatua var. intermedia (F.Lestib.) Lej. & Courtois - Avena fatua var. leiocarpa Malzev - Avena fatua var. levis Kiec - Avena fatua var. longiflora Malzev - Avena fatua var. longispiculata Malzev - Avena fatua subsp. meridionalis Malzev - Avena fatua subsp. meridionalis A.W. Hill - Avena fatua var. mollis Keng - Avena fatua var. nipponica Yamag. - Avena fatua var. pilosa Syme - Avena fatua var. pilosiformis Yamag. - Avena fatua var. pilosissima Gray - Avena fatua var. pilosissima (Gray) Malzev - Avena fatua var. pseudoculta Malzev - Avena fatua subsp. septentrionalis (Malzev) Malzev - Avena fatua f. subcontracta Yamag. - Avena fatua var. vilis (Wallr.) Hausskn. | - Avena fatua var. vilis (Wallr.) Malzev - Avena hybrida Peterm. - Avena intermedia Lindgr. - Avena intermedia T. Lestib. - Avena japonica Steud. - Avena lanuginosa Gilib. - Avena meridionalis (Malzev) Roshev. - Avena nigra Wallr. - Avena occidentalis Durieu - Avena patens St.-Lag. - Avena pilosa Scop. - Avena sativa subsp. fatua (L.) Fiori - Avena sativa var. fatua (L.) Fiori - Avena sativa subsp. fatua (L.) Thell. - Avena sativa var. sericea Hook.f. - Avena septentrionalis Malzev - Avena sterilis Delile ex Boiss. - Avena sterilis var. glabrescens Dur. ex Douin - Avena vilis Wallr. |